# Wolf 1130
Wolf 1130 ist ein Sternsystem im Sternbild Schwan. Das System befindet sich in einer Entfernung von 54 Lichtjahren und besteht wohl aus 3 Komponenten.
Die hellste Komponente ist ein kühler Unterzwerg und außerdem ein Flarestern. Dieser Stern umkreist wohl einen massereichen kühlen Weißen Zwerg vom Typ ONe, der aber bisher unsichtbar geblieben ist. Diese beiden sich umkreisenden Sterne werden zuletzt in etwa 3150 AE von einem Braunen Zwerg Wolf 1130 C  umkreist, welcher in die Spektralklasse T8 eingeteilt wird. Das System ist ein möglicher Vorläufer eines kataklysmischen Doppelsternsystems sowie ein potentieller Kandidat für eine Supernova vom Typ Ia in ferner Zukunft.
Das System hat wohl schon ein relativ hohes Alter. Darauf schließt man einerseits aufgrund der niedrigen Metallizität, andererseits auch daraus, dass der ONe Weiße Zwerg bisher nicht entdeckt wurde und mit weniger als 7000 K Oberflächentemperatur verhältnismäßig kühl sein muss. Der Weiße Zwerg scheint ein Alter von mindestens 3,7 Mrd. Jahren zu haben, möglicherweise ist das System sogar älter als 10 Mrd. Jahre.